# La Passe dangereuse
Cet article concerne le roman. Pour le film, voir La Passe dangereuse (film).
Pour les articles homonymes, voir The Painted Veil (homonymie).
La Passe dangereuse (titre original : The Painted Veil) est un roman de l'écrivain britannique William Somerset Maugham paru en 1925.

## Résumé
Kitty Garstin, une très jolie débutante de la classe moyenne supérieure, dilapide sa jeunesse à se divertir sans soucis du lendemain. A 25 ans, Kitty préfère le flirt et repousse les propositions de mariage de dizaines de prétendants que sa mère encourage. Elle n'éprouve guère de sentiment pour Walter Fane, un médecin et bactériologiste vivant à Hong Kong, follement amoureux d'elle mais, sous la pression de sa mère et pressée par l'annonce du mariage de sa sœur cadette, elle consent sans enthousiasme à épouser Walter. Les jeunes mariés partent rapidement pour Hong Kong. 
Quelques semaines après son installation en Extrême-Orient, Kitty rencontre Charles Townsend, un adjoint du secrétaire colonial. Grand, beau et très charmant, il séduit la jeune femme. Près de deux ans plus tard, Walter, sans méfiance et toujours dévoué à sa femme, surprend un rendez-vous entre les deux amants. Les coupables, découverts, tentent de se rassurer, arguant que Walter ne saurait intervenir afin d'éviter un scandale. Charles promet à Kitty que, quoi qu'il arrive, il tient à elle. Or, Kitty constate avec dépit que son mari, pleinement conscient de son infidélité, ne réagit pas. Elle se met à mépriser sa lâcheté apparente. Elle discerne, cependant, un changement inquiétant dans son comportement qui devient scrupuleusement poli. 
Un jour, Walter pose soudain à Kitty un ultimatum : elle doit l'accompagner dans un voyage en Chine intérieure pour faire face à une épidémie de choléra et risquer la mort, ou il demandera le divorce. Kitty s'aperçoit alors que Charles Townsend tergiverse et refuse de quitter sa femme. Leur conversation, quand elle se rend compte qu'il ne veut pas faire un sacrifice pour leur relation, permet à Kitty de saisir la véritable nature de son amant. Elle rentre à la maison, surprise de voir que Walter a déjà emballé ses vêtements : il connaissait bien Townsend et savait qu'il la laisserait tomber. Le cœur brisé et blessée dans son orgueil, Kitty décide qu'elle n'a pas d'autre choix que d'accompagner Walter sur le continent infesté par le choléra. 
Pendant le voyage, elle rencontre Waddington, un commissaire britannique, qui la met en contact avec des religieuses françaises qui allaitent et nourrissent, à grand risque, les enfants malades et les orphelins de l'épidémie. Son mari Walter lui-même plonge tête baissée dans les difficultés de la gestion de la crise. Son caractère persévérant est tenu en haute estime par les religieuses et les fonctionnaires indigènes, en raison de son abnégation et de sa tendresse à l'égard des enfants qui souffrent. Kitty, cependant, demeure incapable de ressentir admiration et désir pour lui, ni comme homme, ni comme mari. Quand elle découvre qu'elle est enceinte, elle soupçonne Charles Townsend d'être le père. Or, plutôt que de répondre à la simple question de Walter qui veut savoir s'il est le père, elle affirme qu'elle ne le sait pas. Peu de temps après, Walter tombe malade et Kitty, sur son lit de mort, recueille ses dernières paroles. 
Elle retourne ensuite à Hong Kong, où elle est accueillie par Dorothy Townsend, l'épouse de Charles, qui convainc Kitty de venir pour rester avec eux. Kitty est maintenant à tort considérée comme une héroïne qui a volontairement et fidèlement suivi son mari dans une mission humanitaire périlleuse. Chez les Townsend, bien contre ses intentions, elle se laisse séduire de nouveau par Charles et fait l'amour avec lui une fois de plus. Elle est dégoûtée d'elle-même et trouve dans ce dédain d'elle-même la force de lui dire ce qu'elle pense vraiment de lui. 
Kitty rentre en Angleterre. En route, elle apprend que sa mère est morte. Son père, un avocat, est nommé juge en chef d'une colonie britannique des Caraïbes. Elle le persuade de la laisser l'accompagner dans l'intention de lui consacrer sa vie et d'assurer à son enfant un cadre de vie qui lui évitera les erreurs qu'elle a commises.

## Adaptations cinématographiques
- 1934 : Le Voile des illusions (The Painted Veil), film américain réalisé par Richard Boleslawski, avec Greta Garbo, Herbert Marshall et George Brent
- 1957 : La Passe dangereuse (The Seventh Sin), film américain réalisé par  Ronald Neame, avec Bill Travers, Eleanor Parker et George Sanders
- 2006 : Le Voile des illusions (The Painted Veil), film sino-américain réalisé par John Curran, avec Naomi Watts, Edward Norton et Liev Schreiber